# Ashley Walker
Ashley Janeen Walker (Stockton, 24 febbraio 1987) è un'ex cestista statunitense naturalizzata rumena, professionista nella WNBA e in Europa.

## Carriera
È stata selezionata dalle Seattle Storm al primo giro del Draft WNBA 2009 con la 12ª chiamata assoluta.

## Statistiche

### Presenze e punti nei club
Statistiche aggiornate al 30 giugno 2014
| Stagione        | Squadra            | Competizione | Partite | Partite | Partite | Statistiche tiro | Statistiche tiro | Statistiche tiro | Altre statistiche | Altre statistiche | Altre statistiche | Altre statistiche | Altre statistiche |
| Stagione        | Squadra            | Competizione | Pres.   | Titol.  | Minuti  | Tiri da 2        | Tiri da 3        | Liberi           | Rimb.             | Assist            | Rubate            | Stopp.            | Punti             |
| --------------- | ------------------ | ------------ | ------- | ------- | ------- | ---------------- | ---------------- | ---------------- | ----------------- | ----------------- | ----------------- | ----------------- | ----------------- |
| 2009            | Seattle Storm      | WNBA         | 13      | 0       | 90      | 7/28             | 1/6              | 8/10             | 23                | 4                 | 2                 | 2                 | 20                |
| 2010            | Tulsa Shock        | WNBA         | 2       | 0       | 9       | 0/3              | 0/1              | 0/0              | 0                 | 0                 | 2                 | 0                 | 0                 |
| 2013            | Connecticut Sun    | WNBA         | 7       | 0       | 55      | 5/17             | 2/8              | 1/1              | 16                | 2                 | 2                 | 3                 | 4                 |
| 2013-2014       | Passalacqua Ragusa | Serie A1     | 34      | 34      | 1.090   | 226/381          | 6/25             | 96/128           | 327               | 17                | 82                | 15                | 410               |
| Totale carriera |                    |              |         |         |         |                  |                  |                  |                   |                   |                   |                   |                   |